# Jacques Weber
Pour les articles homonymes, voir Weber.
Cet article concerne l'acteur Jacques Weber. Pour l'anthropologue, voir Jacques Weber (anthropologue).
 (septembre 2024).
Jacques Weber est un acteur, réalisateur, scénariste et metteur en scène français, né le 23 août 1949 à Paris.

## Biographie

### Formation
Jacques Weber est né le 23 août 1949 à Paris dans une famille bourgeoise, d’un père ayant des origines suisses, physicien puis chimiste, polytechnicien et enfin directeur d'un laboratoire, et d’une mère au foyer. Il a un frère aîné et deux sœurs.
Élève au lycée Carnot, il a pour camarades de classe Francis Huster et Jacques Spiesser, avec qui il s'inscrit au Conservatoire municipal du 18e arrondissement de Paris. Il poursuit ses classes en art dramatique à l'école de la rue Blanche puis intègre en 1969 le Conservatoire, dont il sort avec un prix d'excellence. C'est à cette époque qu'il rencontre Pierre Brasseur qui devient son mentor, vivant à ses côtés un an et demi. Il refuse d'entrer à la Comédie-Française et intègre le théâtre populaire de Reims de Robert Hossein,.

### Carrière

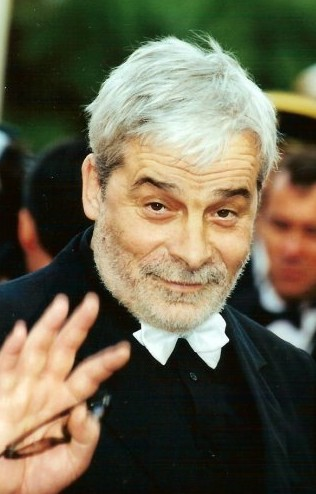
Jacques Weber au festival de Cannes 1999.

En 1970, Marcel Cravenne l'engage pour jouer dans Tartuffe à la télévision.
En 1972, il est Haroun dans Faustine et le Bel Été et joue le rôle d'Hugo dans État de siège de Costa-Gavras. Depuis R.A.S. (1973) d'Yves Boisset, il obtient également des rôles principaux : dans Le Malin Plaisir, son personnage est séduit par sa partenaire Claude Jade, il joue le rôle principal du jeune écrivain Marc entièrement nu. S'il découvre dans ce policier de Bernard Toublanc-Michel un complot de meurtre, son personnage tombe sous le charme d'Anicée Alvina dans Une femme fatale de Jacques Doniol-Valcroze .
De 1979 à 1985, il dirige le Centre dramatique national de Lyon (théâtre du 8e), puis, de 1986 à 2001, le théâtre de Nice, Centre dramatique national Nice-Côte d'Azur. Il a joué et mis en scène les grands rôles du théâtre classique, dont Cyrano pendant plusieurs saisons. Il joue 500 fois le rôle-titre de Cyrano de Bergerac, mais dans le film Cyrano de Bergerac, en 1990, c'est De Guiche qu'il interprète.
En 1982 il est Bel-Ami de Guy de Maupassant dans l'adaptation de Pierre Cardinal. À la télévision il interprète, entre autres, Le Comte de Monte-Cristo de Denys de La Patellière et le juge Antoine Rives dans le feuilleton de Gilles Béhat.
En 1998, il joue Don Juan. En 2008, il dirige Isabelle Adjani dans une adaptation télévisée de Figaro qu'il réalise pour France 3.

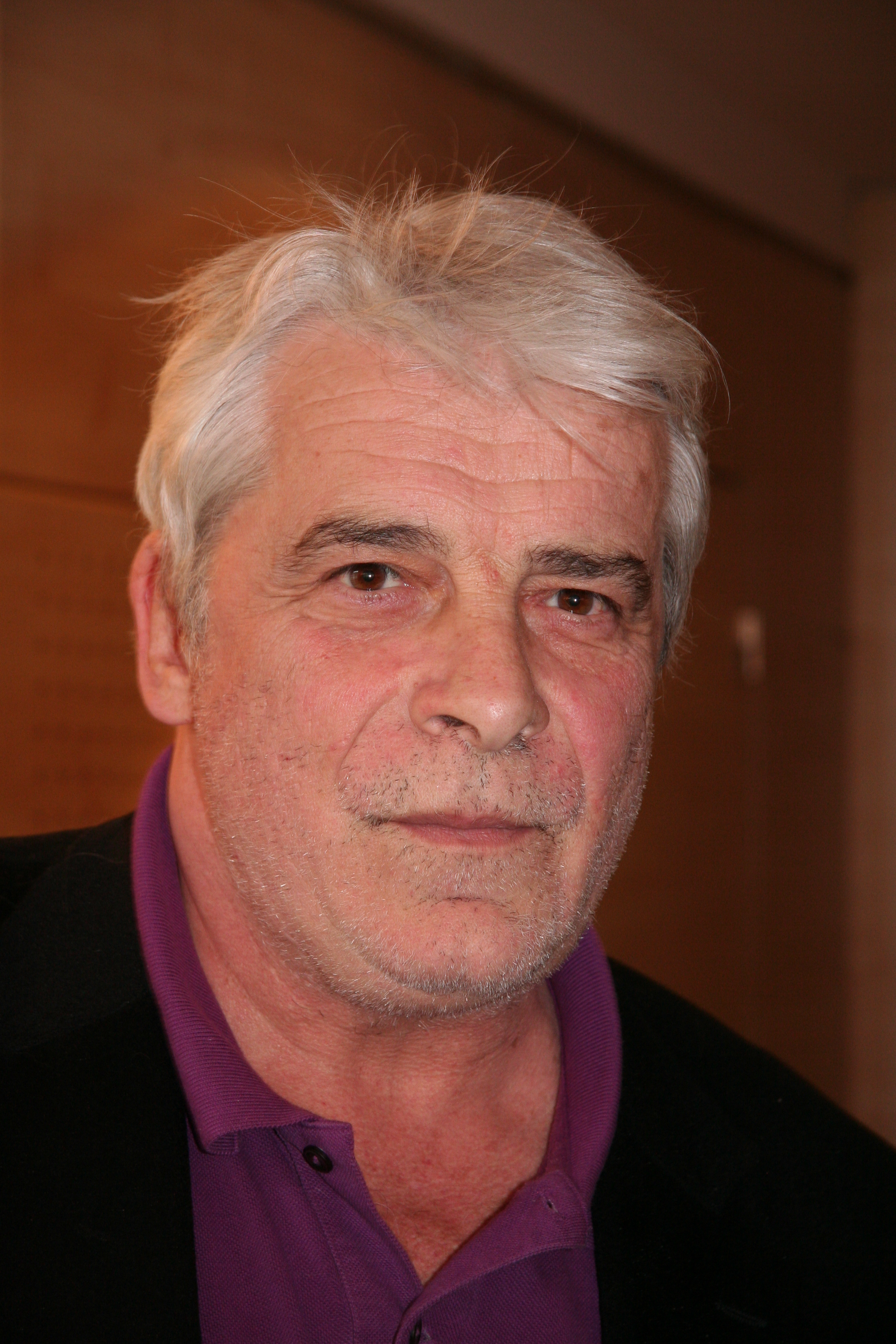
Jacques Weber en mai 2007.

En 2013, lors de l'Ommegang de Bruxelles, il tient le rôle de Charles Quint.

### Engagements
Jacques Weber n'a jamais caché ses convictions communistes. Depuis 2017, il a soutenu à plusieurs reprises Jean-Luc Mélenchon. 
Lors du premier tour de l'élection présidentielle de 2012, il vote pour le candidat du Parti socialiste François Hollande, craignant une désunion de la gauche,.
En 2012-2013, il est membre du jury du prix Château La Tour Carnet, lancé par Bernard Magrez et destiné aux étudiants de l'École normale supérieure de Lyon.
Le 10 septembre 2016, lors de l'émission télévisée On n'est pas couché sur France 2, il est invité par Jean-Luc Mélenchon sur le plateau. Il déclare alors soutenir le candidat de La France insoumise à l'élection présidentielle de 2017, tout en précisant également que rien n'est définitif et qu'il préfère attendre de voir quelle sera la situation en 2017.
Dans le cadre de l'élection présidentielle de 2022, il lance un appel, relayé sur les réseaux sociaux, à se rendre au meeting de Jean-Luc Mélenchon, qu'il soutient de nouveau au premier tour, le 13 février 2022 à Montpellier. Il figure ensuite dans un clip diffusé en ouverture de ce meeting.
En décembre 2023, il est signataire de la tribune controversée N'effacez pas Gérard Depardieu visant notamment à défendre la présomption d'innocence de Gérard Depardieu, alors accusé de viol, agression sexuelle et harcèlement sexuel. Le 1er janvier, il présente ses excuses. Il déclare notamment : « Je mesure chaque jour mon aveuglement. J'ai, par réflexe d'amitié, signé à la hâte, sans me renseigner, oui j'ai signé en oubliant les victimes et le sort de milliers de femmes dans le monde qui souffrent d'un état de fait trop longtemps admis […] Ma signature était un autre viol ».
En janvier 2025, Jacques Weber dénonce la proximité entre le nazisme et Donald Trump, et appelle à la « suppression » du président américain, sans qu'aucune poursuite judiciaire ne soit engagée, suscitant des réactions dans les médias et les réseaux sociaux.
Il annonce le même mois qu’il ne votera plus pour le chef de La France insoumise.

### Vie privée
Jacques Weber s'est marié en février 1981 avec Christine Weber, devenue son assistante. Ils ont trois enfants, deux fils prénommés Tommy (réalisateur) et Stanley (comédien), et une fille, Kim (photographe).

## Filmographie

### Acteur

#### Cinéma

##### Longs métrages
- 1971 : Raphaël ou le Débauché de Michel Deville : L'ami d'Alfred
- 1972 : Faustine et le Bel Été de Nina Companeez : Haroun
- 1972 : L'Humeur vagabonde d'Édouard Luntz : Un fidèle du poste de police
- 1972 : État de siège de Costa-Gavras : Hugo
- 1973 : R.A.S. d'Yves Boisset : Alain Charpentier
- 1973 : Projection privée de François Leterrier : Philippe / Le comédien
- 1974 : La Femme aux bottes rouges de Juan Luis Buñuel : le peintre
- 1975 : Une femme fatale de Jacques Doniol-Valcroze : Philippe Mathelin
- 1975 : I baroni de Giampaolo Lomi : Carlo
- 1975 : Aloïse de Liliane de Kermadec : L'ingénieur
- 1975 : Le Malin Plaisir de Bernard Toublanc-Michel : Marc Lancelot
- 1977 : Un amour de sable de Christian Lara : Pierre Gouin
- 1979 : L'Adolescente de Jeanne Moreau : Jean
- 1984 : Rive droite, rive gauche de Philippe Labro : Guarrigue
- 1985 : Une vie suspendue de Jocelyne Saab : Karim
- 1985 : Escalier C de Jean-Charles Tacchella : Conrad
- 1986 : Suivez mon regard de Jean Curtelin : Le client du café
- 1986 : Un homme et une femme : Vingt ans déjà de Claude Lelouch : Lui-même
- 1988 : La Sorcière (La visione del sabba) de Marco Bellocchio : Professeur Cado
- 1989 : À deux minutes près d'Éric Le Hung : Tristan
- 1989 : Le Crime d'Antoine de Marc Rivière : Julien
- 1990 : Cyrano de Bergerac de Jean-Paul Rappeneau : Comte De Guiche
- 1990 : Lacenaire de Francis Girod : Jacques Arago
- 1993 : Rupture(s) de Christine Citti : Un clochard
- 1995 : Le Petit Garçon de Pierre Granier-Deferre : Le père
- 1996 : Beaumarchais, l'insolent d'Édouard Molinaro : Duc De Chaulnes
- 1998 : Don Juan de lui-même : Don Juan
- 1998 : Que la lumière soit ! d'Arthur Joffé : Professeur Lang
- 1999 : Tôt ou tard d'Anne-Marie Étienne : Pierre
- 2003 : Sept Ans de mariage de Didier Bourdon : Claude
- 2006 : Les Aristos de Charlotte de Turckheim : Comte Charles Valéran
- 2007 : Les Ambitieux de Catherine Corsini : Saint-Clair
- 2007 : Odette Toulemonde d'Éric-Emmanuel Schmitt : Olaf Pims
- 2008 : Intrusions d'Emmanuel Bourdieu : André de Saché
- 2009 : Le Bal des actrices de Maïwenn : Lui-même
- 2009 : Fais-moi plaisir ! d'Emmanuel Mouret : Le père d'Elisabeth
- 2010 : Ensemble, c'est trop de Léa Fazer : Roger
- 2010 : HH, Hitler à Hollywood de Frédéric Sojcher : lui-même
- 2012 : Sur la piste du Marsupilami d'Alain Chabat : Papa Dan
- 2012 : Arrête de pleurer Pénélope de Corinne Puget et Juliette Arnaud : Aimé Badaroux
- 2012 : Bienvenue parmi nous de Jean Becker : Max
- 2012 : Le Grand Retournement de Gérard Mordillat : Le banquier Weber
- 2012 : Mauvaise Fille de Patrick Mille : Professeur Lecoq
- 2013 : Un prince (presque) charmant de Philippe Lellouche : Charles Lavantin
- 2014 : Les Yeux jaunes des crocodiles de Cécile Telerman : Marcel Grobz
- 2015 : Quand je ne dors pas de Tommy Weber : le père de Louis
- 2015 : Les Bêtises de Rose et Alice Philippon : André Burdini
- 2016 : Mort à Sarajevo de Danis Tanović : Jacques
- 2018 : Hier (en) de Bálint Kenyeres : Werner
- 2019 : Andy de Julien Weill : Serge
- 2022 : Le Monde d'hier de Diastème : Luc Gaucher
- 2022 : L'Origine du mal de Sébastien Marnier : Serge

#### Courts métrages
- 1997 : Passages de Laurence de Moustier : l'homme
- 2002 : La Panne de Pierre Pampini : Le mari
- 2004 : Plan B d'Eric Gendarme
- 2006 : Le Poids du silence de David Benmussa
- 2013 : Désolée pour hier soir d'Hortense Gélinet : Marc
- 2017 : Paulette dans Paris d'Isabelle Mecattaf : l'homme sur le banc
- 2018 : Je ne t'aime pas de Tommy Weber : Paul

### Télévision

#### Séries télévisées
- 1970 : Au théâtre ce soir : Un ange passe de Pierre Brasseur, réalisation Pierre Sabbagh : Albert
- 1979 : Le Comte de Monte-Cristo (mini-série) : Edmond Dantès / Monte-Cristo
- 1982-1983 : Les Poneys sauvages (mini-série) : Georges Saval
- 1983 : Bel ami (mini-série) : Georges Duroy dit Bel-Ami
- 1989 : Sentiments : Docteur Golstein
- 1990 : Haute tension : Lucas
- 1993 : Antoine Rives, le juge du terrorisme : Antoine Rives
- 1994 : Aventures dans le Grand Nord : Pierre
- 1996 : La Femme de la forêt (mini-série) : Lucas
- 1996 : L'Histoire du samedi : Daniel
- 2001 : Tel père, telle flic : Commissaire Nordey
- 2007 : La Lance de la destinée (mini-série) : Jacques Beranger
- 2009 : Les Héritières : Ottavio Della Rocca
- 2011 : Le Grand restaurant : le client capricieux au steak hâché
- 2014 : Cherif : Patrick Abkarian
- 2015 : Le Passager (mini-série) : Jean-Pierre Toinin
- 2017 : La Mante (mini-série) : Charles Carrot
- 2018 : Tu vivras ma fille : Professeur Grezly
- 2018-2019 : Philharmonia : Jean Barizet
- 2022 : En thérapie, saison 2 : Alain
- 2024 : La vie de château (mini-série) : Jean-Pierre le grand-père (dessin animé, création de voix)
- 2024 : Les enfants sont rois de Sébastien Marnier (série Disney+) : Serge

#### Téléfilms
- 1970 : Lancelot du Lac de Claude Santelli : Gauvain
- 1971 : Tartuffe de Marcel Cravenne : Damis
- 1972 : Mauprat de Jacques Trébouta : Bernard Mauprat
- 1973 : Hilda Muramer de Jacques Trébouta : Frédérick von Glauda jeune
- 1977 : Le Loup blanc de Jean-Pierre Decourt : Capitaine Didier
- 1977 : Les Rebelles de Pierre Badel : Léon Larguier
- 1979 : Bernard Quesnay de Jean-François Delassus : Bernard Quesnay
- 1981 : Le Mariage de Figaro de Pierre Badel : Bartholo
- 1981 : Les Amours de Jacques le fataliste de Jacques Ordines : Le maître
- 1987 : Vaines recherches de Nicolas Ribowski : Claude Schneider
- 1991 : Le Dernier mot de Gilles Béhat : Serge
- 1994 : Le Misanthrope de Mathias Ledoux
- 1996 : Papa est un mirage de Didier Grousset : Philippe
- 2000 : Bérénice de Jean-Daniel Verhaeghe : Antiochus
- 2001 : L'Affaire Kergalen de Laurent Jaoui : Jean Laguennec
- 2001 : Mausolée pour une garce d'Arnaud Sélignac : Henri Taride
- 2002 : Ruy Blas de lui-même : Don César
- 2008 : Figaro de lui-même : Comte Almaviva
- 2009 : Folie douce de Josée Dayan : Claude Monceau
- 2011 : Mystère au Moulin-Rouge de Stéphane Kappes : Harold Meyer
- 2011 : Joseph l'insoumis de Caroline Glorion : Joseph Wresinski
- 2018 : Meurtres en Haute-Savoie de René Manzor : Francis Garibaldi

### Réalisateur

#### Cinéma
- 1995 : La Mort et le bûcheron (court métrage)
- 1998 : Don Juan

#### Télévision
- 2002 : Ruy Blas (téléfilm)
- 2008 : Figaro (téléfilm)

## Théâtre
- 1969 : Tchao de Marc-Gilbert Sauvajon, mise en scène Jacques-Henri Duval, théâtre Saint-Georges

### Années 1970
- 1971 : La Convention Belzébir de Marcel Aymé, mise en scène René Dupuy
- 1971 : Crime et Châtiment de Fiodor Dostoïevski, mise en scène Robert Hossein, Reims
- 1972 : Les Bas-fonds de Maxime Gorki, mise en scène Robert Hossein, Reims, théâtre de l'Odéon
- 1973 : Jean-Baptiste Poquelin mise en scène Jacques Weber
- 1973 : Les Fourberies de Scapin de Molière, mise en scène Jacques Weber
- 1975 : Crime et Châtiment de Fiodor Dostoïevski, mise en scène Robert Hossein, théâtre de Paris
- 1976 : Le Neveu de Rameau de Denis Diderot, mise en scène Jacques Weber
- 1977 : La Putain respectueuse de Jean-Paul Sartre, mise en scène Jacques Weber, théâtre Gérard Philipe
- 1977 : Le Nouveau Monde de Villiers de l'Isle-Adam, mise en scène Jean-Louis Barrault, théâtre d'Orsay
- 1977 : Arrête ton cinéma de Gérard Oury, mise en scène de l'auteur, théâtre du Gymnase
- 1978 : Maître Puntila et son valet Matti de Bertolt Brecht, mise en scène Guy Rétoré, théâtre de l'Est parisien
- 1979 : La Mégère apprivoisée de William Shakespeare, mise en scène Jacques Weber

### Années 1980
- 1980 : Le Mariage de Figaro de Beaumarchais, mise en scène Françoise Petit et Maurice Vaudaux, Centre dramatique national de Lyon, théâtre de Paris
- 1980 : Les Amours de Jacques le Fataliste de Denis Diderot, mise en scène Francis Huster
- 1980 : Deux heures sans savoir, mise en scène Jacques Weber Centre dramatique national de Lyon
- 1980 : Spartacus de Bernard-Joseph Saurin, mise en scène Jacques Weber, Centre dramatique national de Lyon
- 1982 : Une journée particulière d'après le film d'Ettore Scola, mise en scène Françoise Petit, Centre dramatique national de Lyon, théâtre du 8° à Lyon
- 1983 : Le Rêve de d'Alembert de Denis Diderot, mise en scène Jacques Kraemer, Centre dramatique national de Lyon
- 1983 : Cyrano de Bergerac d'Edmond Rostand, mise en scène Jérôme Savary, théâtre Mogador, Centre dramatique national de Lyon
- 1985 : Deux sur la balançoire de William Gibson, mise en scène Bernard Murat
- 1985 : À vif mise en scène Jacques Weber
- 1987 : Monte Cristo d'après Alexandre Dumas, mise en scène Jacques Weber, théâtre de Nice, Grande Halle de la Villette
- 1987 : Dom Juan de Molière, mise en scène Francis Huster, théâtre Renaud-Barrault
- 1988 : Monte Cristo d'après Alexandre Dumas, mise en scène Jacques Weber, théâtre de Nice
- 1988 : Nocturnes, d'après Amok ou le Fou de Malaisie et Lettre d'une inconnue de Stefan Zweig, adaptation Jacques Weber, mise en scène Jacques Weber et Serge Marzolff
- 1988 : Le Misanthrope de Molière, mise en scène Jacques Weber

### Années 1990
- 1990 : Le Chant du départ de Ivane Daoudi, mise en scène Jean-Pierre Vincent, théâtre de Nice
- 1990 : Le Misanthrope de Molière, mise en scène Jacques Weber, théâtre de la Porte Saint Martin
- 1991 : Seul en scène, mise en scène Jacques Weber
- 1991 : Maman Sabouleux et 29 degrés à l'ombre d'Eugène Labiche, mise en scène Isabelle Nanty
- 1991 : L'École des femmes de Molière, mise en scène Jean-Luc Boutté, théâtre Hébertot, théâtre des Célestins
- 1992 : Mystification montage de textes de Denis Diderot, mise en scène Jacques Weber
- 1993 : La Mégère apprivoisée de William Shakespeare, mise en scène Jérôme Savary, théâtre national de Chaillot, théâtre de Nice
- 1994 : Le Tartuffe de Molière, mise en scène Jacques Weber, théâtre Antoine
- 1995 : Le Tartuffe de Molière, mise en scène Jacques Weber, théâtre de Nice, théâtre des Célestins
- 1996 : La Tour de Nesle de Roger Planchon d'après Alexandre Dumas, mise en scène Roger Planchon, théâtre de Nice, TNP Villeurbanne
- 1996 : Gustave et Eugène d'après Gustave Flaubert, mise en scène Jacques Weber, Arnaud Bédouet
- 1997 : La Tour de Nesle de Roger Planchon d'après Alexandre Dumas, mise en scène Roger Planchon, théâtre Mogador
- 1998 : Une journée particulière d'après le film d'Ettore Scola, mise en scène Jacques Weber, théâtre de Nice, théâtre de la Porte-Saint-Martin
- 1999 : La Controverse de Valladolid de Jean-Claude Carrière, mise en scène Jacques Lassalle, théâtre de l'Atelier

### Années 2000

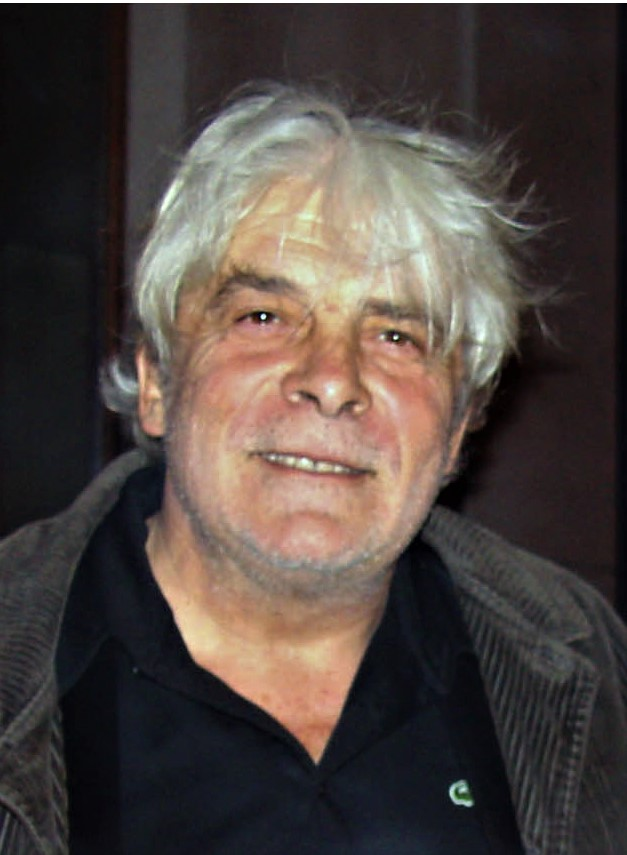
L'acteur en 2007.

- 2000 : La Vie de Galilée de Bertolt Brecht, mise en scène Jacques Lassalle, théâtre national de la Colline, théâtre de la Croix-Rousse
- 2002 : Phèdre de Jean Racine, mise en scène Jacques Weber, théâtre Déjazet (avec Carole Bouquet)
- 2002 : Le Limier, d'Anthony Shaffer, mise en scène Didier Long, théâtre de la Madeleine
- 2003 : Jacques Weber raconte... Monsieur Molière ! d'après Mikhaïl Boulgakov
- 2004 : L'Évangile selon Pilate d'Éric-Emmanuel Schmitt, mise en scène Christophe Lidon, théâtre Montparnasse
- 2004 : Seul en scène, théâtre de la Gaîté-Montparnasse
- 2004 : Ondine de Jean Giraudoux, mise en scène Jacques Weber, théâtre Antoine (avec Laetitia Casta, Xavier Gallais, Vytas Kraujelis, Anne Suarez, Xavier Thiam et Samuel Jouy)
- 2006 : Cyrano, adaptation Christine Weber, mise en scène André Serré, théâtre de la Gaîté-Montparnasse
- 2006 : Love Letters d'Albert Ramsdell Gurney, mise en scène Sandrine Dumas
- 2007-2008 : Débats 1974-1981, d'après les débats télévisés entre Valéry Giscard d'Estaing et François Mitterrand pour les élections présidentielles de 1974 et 1981, mise en scène Jean-Marie Duprez, avec Jean-François Balmer au théâtre de la Madeleine
- 2008 : Sacré nom de dieu d'Arnaud Bédouet d'après la correspondance de Gustave Flaubert, mise en scène Loïc Corbery, théâtre de la Gaîté-Montparnasse
- 2009 : César, Fanny, Marius d'après Marcel Pagnol, adaptation et mise en scène Francis Huster, théâtre Antoine
- 2009 : Seul en scène, théâtre Marigny

### Années 2010
- 2010 : Solness le constructeur d'Henrik Ibsen, mise en scène Hans-Peter Cloos, théâtre Hébertot
- 2010 : Éclats de vie de et mise en scène Jacques Weber, théâtre Hébertot
- 2011 : Quelqu'un comme vous de Fabrice Roger-Lacan, mise en scène Isabelle Nanty, théâtre du Rond-Point, théâtre Marigny, tournée
- 2012 : Éclats de vie de et mise en scène Jacques Weber, tournée
- 2013 : Le Prix Martin d'Eugène Labiche, mise en scène Peter Stein, Théâtre de l'Odéon
- 2013 : La Dame de la mer d'Henrik Ibsen, mise en scène Jean-Romain Vesperini, Théâtre Montparnasse
- 2014 : Le roman de Monsieur Molière de Mikhaïl Boulgakov, mise en scène Christine Weber, tournée
- 2014 : Hôtel Europe de Bernard-Henri Lévy, mise en scène Dino Mustafić, Théâtre de l'Atelier[20]
- 2014 : Gustave d'Arnaud Bédouet, d'après la correspondance de Gustave Flaubert, Théâtre de l'Atelier
- 2015 : L'Avare de Molière, mise en scène Jean-Louis Martinelli, Théâtre Montansier, tournée, théâtre Déjazet
- 2016 : La Dernière Bande de Samuel Beckett, mise en scène Peter Stein, Théâtre de l'Œuvre
- 2016-2017 : Le Temps et la chambre de Botho Strauss, mise en scène Alain Françon, théâtre national de Strasbourg, TNP de Villeurbanne, théâtre de la Colline
- 2017 : 1988, le débat Mitterrand-Chirac, avec François Morel, théâtre de l'Atelier
- 2018 : Hugo au bistrot, d'après les textes de Victor Hugo, tournée et La Scène Thélème à Paris
- 2018 : Le Tartuffe de Molière, mise en scène Peter Stein, théâtre de la Porte Saint-Martin
- 2019 : Architecture de Pascal Rambert, mise en scène de l'auteur, festival d'Avignon puis théâtre des Bouffes-du-Nord et tournée

### Années 2020
- 2020 : Crise de nerfs : Une demande en mariage, Le Chant du cygne, Les Méfaits du tabac d'Anton Tchekhov, mise en scène Peter Stein, théâtre de l'Atelier
- 2021 : Le Roi Lear de William Shakespeare, mise en scène Georges Lavaudant, théâtre de la Porte-Saint-Martin
- 2022 : Molière, spectacle hommage à Molière avec François Marthouret, théâtre de Poche-Montparnasse
- 2022 : A Vif, Conception avec Greg Zlap (harmonica) et Pascal Contet (accordéon), théâtre de Poche-Montparnasse
- 2023 : Ranger de Pascal Rambert, mise en scène de l'auteur, théâtre des Bouffes-du-Nord
- 2023 : Weber à vif, spectacle musical avec Greg Szlapczynski et Pascal Contet, La Scala (Paris)
- 2023 : Ruy Blas de Victor Hugo, mise en scène Jacques Weber, théâtre Marigny
- 2025 : L'Injuste, mise en scène Julien Sibre, théâtre de la Renaissance

## Publicité
- 2004 : Danacol, pour Danone.

## Publications
Jacques Weber publie Des petits coins de paradis en octobre 2009, son premier récit, qui relate sa vie d'artiste et ses amitiés.
- À vue de nez. Mengès, 1985, 185 p.
- Molière. Jour après jour. Avec la collaboration de Bernard Weber. Ramsay : Archimbaud, 1995, 210 p.
- Des petits coins de paradis. Pour mémoire(s), Cherche-Midi, 2009, 205 p.  (ISBN 978-2-7491-1413-2)
- Cyrano, ma vie dans la sienne, Stock, 2011, 232 p.  (ISBN 978-2-234-07171-1)
- J'aurais aimé être un rebelle, avec Caroline Glorion, Presses de la Renaissance, 2014, 168 p.  (ISBN 978-2-7509-0780-8)
- La brûlure de l'été, Stock, 208 p.
- Vivre en bourgeois, penser en demi-dieu, Fayard, 2018
- L'entrée des mots, éditions de l'Observatoire, 2019, 141 p.
- Paris-Beyrouth, Le Cherche-Midi, 2020, 160 p.
- On ne dit jamais assez aux gens qu'on les aime, éditions de l'Observatoire, 2023.

### Livre audio
- 1994 : Matisse Chorégraphe: La Danse, Editions Claude Garrandes, 1994  (ISBN 2-909770-02-8)
- 2004 : Le Joueur d'échecs, de Stefan Zweig, Éditions Thélème, Paris, 2005  (ISBN 978-2-87862-293-5)

## Distinctions

### Récompenses
- César 1991 : César du meilleur acteur dans un second rôle pour Cyrano de Bergerac.
- Molière d'honneur : 2022

### Nominations
- Globes de Cristal 2015 : Meilleur comédien de théâtre pour Gustave[22].
- Molières 2022 : Molière du comédien dans un spectacle de théâtre public pour Le Roi Lear

### Décorations
- Officier de la Légion d'honneur, 2008[23], chevalier en 1996[24].
- Chevalier de l'ordre national du Mérite[Quand ?][25] ;
- Officier de l'ordre des Arts et des Lettres[réf. souhaitée], 1992.